# Finnfjärden
Finnfjärden är en fjärd i Östgötaskärgården. Dess inre delar ligger mellan Norra Finnö och Södra Finnö i Sankt Annas skärgård, medan de yttre delarna bildar gräns mellan Sankt Annas skärgård och Gryts skärgård. De yttre delarna övergår i Bockskärsdjupet och Turmulefjärden. Inåt land anluter Finnfjärden till Lindersfjärden.